# 市县合一
在美国地方政府中，市縣合一或合并市縣（英語：consolidated city-county）是指市（city）及其週邊的县（county）合併為一個統一的行政區。合并市縣既是一個擁有市法團的城市，也是一個直接下屬于州的行政區劃，是具有這兩種實體權力的單一管理區。
合并市縣不同於獨立市，儘管後者可能是由市和縣合并而成、也可能有着與合并市縣相同的權力。合并市縣的市和縣在名義上都存在，雖然有一個統一的政府；而獨立市不存在名義上的縣。此外，一個合并市縣可能仍然包含獨立的自治體（municipality），保留着一些沒有和縣的其他部分合并的行政權力。
不考慮沒有獨立自治體的夏威夷，美國中西部和上南方是大型合并市縣最集中的區域，包括印第安納州的印第安納波利斯、田納西州的納什維爾、肯塔基州的路易斯維爾、堪薩斯州的堪薩斯城和肯塔基州的列克星頓。美國人口最多的合并市縣是賓夕法尼亞州的費城，而面積最大的是阿拉斯加州的錫特卡。

## 概述
市縣合并的動機包括節省成本、提高效率、增加法定權力和收入來源，以及追求更加精簡的規劃體系。在許多州，市縣合并必須得到選民批准。根據前阿爾伯克基市長大衛·拉斯克編纂的資料，1902~2010年，美國舉行了105次市縣合并公投，僅有27次提議得到選民通過。
大多數合并市縣有一個單一的行政長官，既作爲市長、又是縣政府的長官；還會有一個多區選舉產生的機構，同時承擔市議會和縣立法機構的職能。堪萨斯州的怀恩多特县則和其縣治堪薩斯城共享着一個“统一政府”，而該县境內的大多数镇（town）在仍然是独立的管辖區。
地方政府通常會組成政府委員會來代替另一級政府，基本上是沒有任何立法或執法權力的政府組織。例如亞特蘭大都會區的亞特蘭大區域委員會研究所有重大建设和开发项目对该地区的影响并提出建议，但通常无法阻止这些项目。佐治亚州区域交通管理局是佐治亚州真正的政府机构，确实控制着一些州向各市和县提供的交通资金，但除了这些财政权力之外幾乎沒有什麼權力。
紐約市的情況相當獨特。紐約的五个行政区每个都和紐約州的一个县轄區相同。每个縣都有自己的地区检察官（技術和法律上），但卻基本上不存在县级政府，因为所有行政和立法权都由市政府通過五个行政区行使。纽约市目前的組成是在1898年形成的，当时纽约市（涵蓋了后来的曼哈顿和布朗克斯行政區）吞并了國王县、皇后县和里士满县，分别成爲了布鲁克林区、皇后区和斯塔滕岛。

## 列表
| 市县合一                      | 州份               | 原属市           | 原属县                               | 合并/建立                                                 |
| ----------------------------- | ------------------ | ---------------- | ------------------------------------ | --------------------------------------------------------- |
| 自治体 ()                     | 阿拉斯加州         |                  |                                      | 1920年11月23日                                            |
| 海恩斯自治市镇 ()             | 阿拉斯加州         | 海恩斯市         | 海恩斯自治市镇                       | 2002年10月17日                                            |
| 朱诺市及自治市镇 ()           | 阿拉斯加州         | 朱诺市           | 大朱诺自治市镇                       | 1970年7月1日                                              |
| 锡特卡市及自治市镇 ()         | 阿拉斯加州         | 锡特卡市         | 大锡特卡自治市镇                     | 1971年12月2日                                             |
| 史凯威自治体 ()               | 阿拉斯加州         | 史凯威市         | 部分（非建制自治市镇）               | 2007年6月5日                                              |
| 兰格尔市及自治市镇 ()         | 阿拉斯加州         | 兰格尔市         | 部分（非建制自治市镇）               | 2008年5月30日                                             |
| 亚库塔特市及自治市镇 ()       | 阿拉斯加州         | 亚库塔特市       | 部分（非建制自治市镇）               | 1992年9月22日                                             |
| ()                            | 加利福尼亚州       | 市               | 部分（）                             | 1856年4月19日 （脱离）                                    |
| 丹佛 ()                       | 科罗拉多州         | 丹佛市           | 部分（阿拉珀霍县、亚当斯县）         | 1902年12月1日                                             |
| ()                            | 科罗拉多州         | 市               | 部分（、亚当斯县、韦尔德县）         | 2001年11月15日                                            |
| 雅典-克拉克县 ()              | 喬治亞州           | 雅典市           | 克拉克县                             | 1991年1月14日                                             |
| 县 ()                         | 喬治亞州           | 奧古斯塔市       |                                      | 1996年7月1日                                              |
| 哥伦布统一政府 ()             | 喬治亞州           | 哥伦布市         | 马斯科吉县                           | 1971年1月1日                                              |
| 喬治城-奎特曼县 ()            | 喬治亞州           |                  | 奎特曼县                             | 2007年3月20日                                             |
| 埃科尔斯县 ()                 | 喬治亞州           | 斯塔滕维尔市     | 埃科尔斯县                           | 1995年7月1日 （斯塔滕维尔市解体）                         |
| 梅肯-比伯县 ()                | 喬治亞州           | 梅肯市           | 比伯县                               | 2014年1月1日                                              |
| 刻西塔-查塔胡其县 ()          | 喬治亞州           | 刻西塔市         | 查塔胡其县                           | 2003年11月5日                                             |
| 韦伯斯特县 ()                 | 喬治亞州           | 普雷斯顿市       | 韦伯斯特县                           | 2009年1月1日 （普雷斯顿市解体）                           |
| 檀香山市县 ()                 | 夏威夷州           | 檀香山市         | 火奴鲁鲁县                           | 1959年5月7日                                              |
| 印第安納波利斯市和马里昂县 () | 印第安纳州         | 印第安納波利斯市 | 马里昂县                             | 1970年1月1日                                              |
| 杰克逊维尔市和杜瓦尔县 ()     | 佛罗里达州         | 杰克逊维尔市     | 杜瓦尔县                             | 1968年10月1日                                             |
| 怀恩多特县和堪萨斯城（市） () | 堪萨斯州           | 堪萨斯城（市）   | 怀恩多特县                           | 1997年4月1日                                              |
| 格里利县和特里比恩市 ()       | 堪萨斯州           | 特里比恩市       | 格里利县                             | 2009年1月1日                                              |
| 路易维尔-杰斐逊县 ()          | 肯塔基州           | 路易维尔市       | 杰斐逊县                             | 2003年1月1日                                              |
| 列克星敦-费耶特城区县 ()      | 肯塔基州           | 列克星敦市       | 费耶特县                             | 1972年11月7日                                             |
| 巴吞鲁日市和东巴吞鲁日堂区 () | 路易斯安那州       | 巴吞鲁日市       | 东巴吞鲁日堂区                       | 1947年7月2日                                              |
| 拉法叶市和拉法叶堂区 ()       | 路易斯安那州       | 拉法叶市         | 拉法叶堂区                           | 1996年6月3日                                              |
| 新奥尔良市（即奥尔良堂区） () | 路易斯安那州       | 新奥尔良市       | 奥尔良堂区                           | 1874年3月14日                                             |
| 泰勒博恩堂区和 市()           | 路易斯安那州       | 霍玛市           | 泰勒博恩堂区                         | 1981年7月11日                                             |
| 阿纳康达-迪尔洛奇县 ()        | 蒙大拿州           | 阿纳康达市       | 迪尔洛奇县                           | 1977年5月2日                                              |
| 比尤特-锡尔弗博市县 ()        | 蒙大拿州           | 比尤特市         | 锡尔弗博县                           | 1977年5月2日                                              |
| 纽约市 ()                     | 纽约州             | 纽约市           | 纽约县、布朗克斯县、金斯县、昆斯县、 | 1683年11月1日(纽约市和县合并) 1898年1月1日(其余4个县合并) |
| 費城（市） ()                 | 宾夕法尼亚州       | 費城（市）       | 费拉德尔菲亚县                       | 1854年2月2日                                              |
| 纳什维尔/戴维森县 ()          | 田纳西州           | 纳什维尔市       | 戴维森县                             | 1963年4月1日                                              |
| 林奇堡/穆尔县 ()              | 田纳西州           | 林奇堡市         | 穆尔县                               | 1998年7月1日                                              |
| 哈兹维尔/特劳斯代尔县 ()      | 田纳西州           | 哈兹维尔镇       | 特劳斯代尔县                         | 2000年7月1日                                              |
| 哥伦比亚特区 ()               | 華盛頓哥倫比亞特區 | 华盛顿市         | 哥伦比亚特区                         | 1871年2月21日                                             |

## 外部連結
Comparative of all city/county consolidations and the issues and advantages each model presents (from the Pittsburgh/Allegheny task force on consolidation)